# 陈鹤琴
陈鹤琴（1892年3月5日—1982年12月30日），男，浙江上虞人，中国儿童教育家、儿童心理学家，中国现代儿童心理学和幼儿教育学研究的开创者。曾任江苏省人大常委会副主任委员、江苏省政协副主席、中国教育学会名誉会长、全国幼儿教育研究会名誉理事长和江苏省心理学会名誉理事长等职。

## 生平

### 早年与留美
1892年3月5日，陈鹤琴出生于浙江省上虞县百官镇。6岁丧父。1906年由姐夫资助進入杭州蕙兰中学读书。1911年春考入上海圣约翰大学，同年秋转入北京清华学堂（1928年改名清华大学）。1914年清华学校毕业后考取奖学金，赴美国留学，先在霍普金斯大学学习，获文学学士学位，1917年入纽约哥伦比亚大学教育学院攻读教育学和心理学，师从克伯屈、保罗·孟禄、爱德华·桑代克、约翰·杜威等名家，获教育硕士学位。

### 鼓楼幼稚园
1919年8月，陈鹤琴回国，担任南京高等师范学校（後更名國立中央大學）教育科（今南京师范大学）教授，讲授心理学、儿童教育学，曾任教务部主任。1920年12月26日，其长子陈一鸣出生，陈鹤琴对他进行了808天的跟踪观察。以此为基础，於1925年发表了中国最早的儿童心理学著作《儿童心理之研究》。
在南京高师教育科期间，建立教育实验区，为推广小学教育作实验。与陶行知、廖世承、陆志韦、郑晓沧、俞子夷、涂羽卿等人共同倡导新教育，大力提倡课外活动，培养学生自治精神。1920年春，任新教育共进社英文书记。1921年12月与陶行知等人组成中华教育改进社。1921年7月与廖世承合著的《比奈西蒙智力测验法》和《比奈西蒙智力测验材料》，由南高教育科出版，列为南高师丛书之一。同时编制中小学各项科目的各种测验，推动教育测验运动的开展。1921年8月中华心理学会在南京成立，任学会总务股主任。1922年出版《语体文应用字汇》，为第一本汉字查频资料，开创了中国汉字字量的科学研究。对编写小学课本和普及教育起了推动作用，也为陶行知、朱经农编写《平民千字课》课本提供了用字依据。
1923年在南京鼓楼头条巷自家客厅创建中国第一所实验幼稚园，招收东南大学教授的子女12人。1925年获东大教育科主任徐养秋支持，扩建为“国立东南大学教育科实验幼稚园”——“南京鼓楼幼稚园”，正式对外招生。邀请东大教育科美籍讲师洛林斯为顾问，陈鹤琴任园长，张宗麟协助研究工作，和东大教授陆志韦、张子高、涂羽卿、董任坚和附中音乐教师甘梦丹组成董事会。鼓楼幼稚园成为中国最早的幼稚教育实验中心，在教具、教材、教法等方面的试验结果成为国民政府教育部1932年颁布的《幼稚园课程标准》的基础。
1927年陶行知在南京创办晓庄师范学校，陈鹤琴兼任该校指导员及第二院院长。1928年，陈鹤琴出任南京特别市教育局学校教育科科长。在南京推行分区实验教育，创办了东西南北中区5个实验学校，其中在幼稚园和低年级推行实验单元教学法。

### 在租界办学
1928年9月，上海公共租界工部局成立华人教育处，陈鹤琴出任该处处长，负责管理上海公共租界的华人教育。在其任职期间，共创办了7所工部局华人小学：工部局西区小学（今静安区第一中心小学）、工部局克能海路北区小学（今闸北区第一中心小学）、工部局华德路小学、工部局荆州路小学、工部局东区女子小学（今霍山路小学）等和1所工部局女子中学（今上海市第一中学），使华人儿童获得较多的受教育机会；并在这些学校中继续推行教育实验，在上海和华东地区产生了较大影响。
1929年，中华儿童教育社成立，陈鹤琴被选为主席。该社后来发展为中国最主要的儿童教育学术团体。
1937年，淞沪会战爆发，陈鹤琴出任上海国际救济会教育股主任，负责难民教育协会。陈鹤琴并与刘湛恩、吴耀宗等发起“星期二聚餐会”，商讨抗日救亡事宜。孤岛时期，由于坚持升国旗仪式，受到日本方面压力，1939年，陳鶴琴任上海華人教育處處長，由上海申報館出資辦理報童學校，目的讓孩童可識字一千，同年陳氏被迫离开上海。

### 活教育
1940年2月，陈鹤琴应江西省主席熊式辉邀请，前往江西办学，并开始进行“活教育”实验。5月15日，在泰和县新池村创办南昌实小新池分校。10月1日，在泰和县文江村创办江西省立实验幼稚师范学校，这是中国第一所非教会的幼稚师范学校。这所学校很快赢得了声誉，1943年，教育部长陈立夫批准将其改为国立学校。
1943年，陈鹤琴在上海创办国立幼稚师范专科学校，任内提出五指教學法，主张幼儿教育如同手指与手掌应当涵盖健康、科学、社会、艺术、语文五种其本项目，手指与手掌骨肉相连不能单独而存，要注意教材的连贯性及整体的。
1949年5月曾先后两次因“赤化”遭国民政府逮捕，经上海五位大学校长联合营救获释。

### 受批判
1949年，解放军占领南京不久，中央大学改名南京大学，陈鹤琴出任南京大学师范学院院长。同年9月，陈鹤琴应邀前往北京参加首届全国政治协商会议。10月，人民共和国成立后，他又成为政务院文教委员会委员。他积极配合当时的政治运动。1950年底，朝鲜战争爆发后，陈鹤琴在反美控诉大会上发言，控诉“美帝在中国办学校没有旁的意思，只在奴化中国儿童”。
1952年，以南京大学师范学院为基础，并入原金陵女子文理学院等有关系科组建南京师范学院（1984年改名南京师范大学），任南京师范学院首任院长，兼幼教系主任。同年，他将鼓楼幼稚园捐给国家。曾任江苏省人大常委会副主任委员、江苏省政协副主席、中国教育学会名誉会长、全国幼儿教育研究会名誉理事长和江苏省心理学会名誉理事长等职。
1951年后，作为杜威教育思想在中国的一个代表，陈鹤琴开始受到中国大陆共产党政府当局的批判，从《人民教育》副主编张凌光开始，对“活教育”的批评运动逐渐升级、系统化，作为清算杜威教育思想的一个重要组成部分，陈鹤琴本人的检讨文章也连续见诸报章。
1954年中国大陆展开对胡适的批判运动，这时陈鹤琴被迫在江苏省第一届人大二次会议上公开检讨；并在1955年5月16日，向高校教师代表发表演讲，愤怒声讨杜威“在我心窝上打了三枪，使我受到了他的思想毒害，几乎不可救药”，“今天我要向杜威狠狠地回击三枪”。
在1957年的双百运动中，陈鹤琴试图为其活教育理论翻案，用开设“活教育及其批判”课程的方式，来向幼教系学生传播其“活教育”思想。次年，陈鹤琴被批为“冒牌学者”、“文化买办”，免去南京师范学院院长职务，入北京社会主义学院接受改造。1966年文革中受到迫害。1979年得以平反。1982年12月30日在江苏省南京市病逝。
为配合幼儿教育与儿童教育的需要，创办了儿童玩具、教具厂，根据儿童心理的发展程序，制作了多种型式的玩具与教具。为丰富儿童的知识，编辑出版了不少儿童课外读物，如《中国历史故事丛书》、《小学自然故事丛书》等。并为幼教、小教界主编了多种辅导性刊物，如《幼稚教育》、《儿童教育》、《小学教师》、《活教育》与《新儿童教育》等。为推广与普及关于幼儿教育和儿童教育，创办与领导了中国幼稚教育社、中华儿童教育社，通过学术团体的活动，对幼儿园教师、小学教师和教育研究者进行了辅导。
　

## 主要著作
- 《儿童心理之研究》（1925）
- 《家庭教育》（1925）
- 《家庭教育怎样教小孩》

## 评价
- 熊式辉将陈鹤琴称为“中国教育界的四位圣人之一”[12]。